# Taeniolella phaeophysciae
Taeniolella phaeophysciae är en lavart som beskrevs av D. Hawksw. 1979. Taeniolella phaeophysciae ingår i släktet Taeniolella och familjen Mytilinidiaceae.   Inga underarter finns listade i Catalogue of Life.